# OR51G1
OR51G1 (англ. Olfactory receptor family 51 subfamily G member 1 (gene/pseudogene)) – білок, який кодується однойменним геном, розташованим у людей на короткому плечі 11-ї хромосоми. Довжина поліпептидного ланцюга білка становить 321 амінокислот, а молекулярна маса — 36 290.
| 10         |  | 20         |  | 30         |  | 40         |  | 50         |
| ---------- |  | ---------- |  | ---------- |  | ---------- |  | ---------- |
| MTILLNSSLQ |  | RATFFLTGFQ |  | GLEGLHGWIS |  | IPFCFIYLTV |  | ILGNLTILHV |
| ICTDATLHGP |  | MYYFLGMLAV |  | TDLGLCLSTL |  | PTVLGIFWFD |  | TREIGIPACF |
| TQLFFIHTLS |  | SMESSVLLSM |  | SIDRYVAVCN |  | PLHDSTVLTP |  | ACIVKMGLSS |
| VLRSALLILP |  | LPFLLKRFQY |  | CHSHVLAHAY |  | CLHLEIMKLA |  | CSSIIVNHIY |
| GLFVVACTVG |  | VDSLLIFLSY |  | ALILRTVLSI |  | ASHQERLRAL |  | NTCVSHICAV |
| LLFYIPMIGL |  | SLVHRFGEHL |  | PRVVHLFMSY |  | VYLLVPPLMN |  | PIIYSIKTKQ |
| IRQRIIKKFQ |  | FIKSLRCFWK |  | D          |  |            |  |            |

A: Аланін

C: Цистеїн

D: Аспарагінова кислота

E: Глутамінова кислота

F: Фенілаланін

G: Гліцин

H: Гістидин

I: Ізолейцин

K: Лізин

L: Лейцин

M: Метіонін

N: Аспарагін

P: Пролін

Q: Глутамін

R: Аргінін

S: Серин

T: Треонін

V: Валін

W: Триптофан

Кодований геном білок за функціями належить до рецепторів, g-білокспряжених рецепторів, білків внутрішньоклітинного сигналінгу. 
Локалізований у клітинній мембрані.